# Gare de Chèvremont
Ne doit pas être confondu avec Gare de Vaux-sous-Chèvremont.
La gare de Chèvremont est une gare ferroviaire française fermée de la ligne de Paris-Est à Mulhouse-Ville, située sur le territoire de la commune de Chèvremont, dans le département du Territoire de Belfort, en région Bourgogne-Franche-Comté.
Elle est mise en service en 1858, par la Compagnie des chemins de fer de l'Est.
C'est une ancienne halte de la Société nationale des chemins de fer français (SNCF), desservie jusqu'en décembre 2017 par des trains TER.

## Situation ferroviaire
Établie à 357 mètres d'altitude, la gare de Chèvremont est située au point kilométrique (PK) 448,463 de la ligne de Paris-Est à Mulhouse-Ville, entre les gares ouvertes de Belfort et de Petit-Croix.

## Histoire
La station de Chèvremont est mise en service le 15 février 1858 par la Compagnie des chemins de fer de l'Est, lorsqu'elle ouvre à l'exploitation la section de Dannemarie à Belfort de sa ligne de Paris à Mulhouse.
La SNCF a cessé de desservir cette halte à l'occasion de la mise en place du « service annuel 2018 », le 10 décembre 2017. Le dernier arrêt d'un train, sur la relation TER Belfort – Mulhouse, est donc intervenu la veille.
En 2017, selon les estimations de la SNCF, la fréquentation annuelle de la gare est de 467 voyageurs ; ce nombre s'est élevé à 792 en 2016.
En 2018, la gare est toujours désignée comme site stratégique du service militaire des chemins de fer.